# Barsbüttel
Barsbüttel (dolnoniem. Barsbüddel) – gmina w Niemczech w kraju związkowym Szlezwik-Holsztyn w powiecie Stormarn. Liczy ok. 12 375 mieszkańców (31 grudnia 2008).

## Dzielnice
Barsbüttel, Stellau, Stemwarde i Willingshausen.

## Zabytki
Jednym z bardziej znanych zabytków jest Villa Lunugala z 1907, wybudowana przez Wilhelma Antona "Tonio" Riedemanna.

## Gospodarka
Gmina jest ośrodkiem usługowym i produkcyjnym (meble, art. budowlane).

## Współpraca międzynarodowa
- Callington, Anglia
- Graal-Müritz, Meklemburgia-Pomorze Przednie

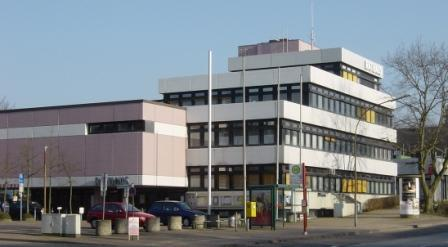
Ratusz w Barsbüttel

- Guipavas, Francja
- Keila, Estonia

## Osoby związane z Barsbüttel
- Ernst Nagel (1931–2001) – teolog, założyciel Instytutu Teologii i Pokoju w Barsbüttel
- Marliese Alfken (1933) – polityk, członkini SPD w Barsbüttel
- Elke Rehder (1953) – malarka, mieszka w Barsbüttel